# Christoffer Carlsson (kanotist)
Christoffer Carlsson, född 26 juni 1991 i Malmö, är en svensk idrottsman inom drakbåtspaddling . 

## Biografi
Sedan 2011 bor Carlsson i Stockholm. Han har en kandidatexamen från Handelshögskolan i Stockholm. 
I mars 2014 utsågs Carlsson till Årets framtida ledare (tidigare Årets ekonomistudent) av KPMG.
Carlsson är stor grabb nummer 142 på Svenska Kanotförbundets lista över stora kanotister. 

## Idrottskarriär
Carlsson tävlade för första gången i det svenska drakbåtslandslaget på drakbåts-VM 2012 i Milano. Bästa placering som paddlare blev en fjärdeplats i 20manna mixed på distansen 2000 meter. Han var även styrman på distansen 200 meter, och tog ett VM-brons i 10manna dam där styrmannens kön inte är reglerat. 
Vid 21 års ålder blev Carlsson förbundskapten för det svenska U24-landslaget under drakbåts-VM 2013 i Szeged. Detta var första gången Sverige ställde upp med ett U24-landslag. Resultatet på mästerskapet blev ett VM-silver på 1000 meter och VM-brons på 500 meter i 20manna mixed samt ett VM-guld i 10manna herr. 
Carlsson började tävla för Kajakklubben Eskimå år 2014. På SM 2014 tog Carlsson guld på både 200 meter och 500 meter i 10manna mixed. På drakbåts-VM 2014 i Poznan tog Carlsson brons i 20manna mixed 500 meter. Dessutom tog han en ny VM-medalj som styrman i 10manna dam. På detta mästerskap var Carlsson kapten för det svenska seniorlandslaget. 
2015 var Carlsson kapten för det svenska U24-landslaget som deltog på drakbåts-VM 2015 i Welland i Kanada, där han tog VM-brons på både 200 meter och 2000 meter i 20manna mixed. På drakbåts-EM samma år tog han det första svenska EM-guldet i drakbåt på 15 år, på distansen 200 meter i 20manna mixed. Dessutom tog han fem brons. Dessutom tog han ett guld och ett silver på SM i Nyköping.
2016 var Carlsson kapten för det svenska landslaget som tävlade på drakbåts-EM i Rom den 29-31 juli samt drakbåts-VM i Moskva den 8-11 september.
De flesta mästerskapsmedaljer har Carlsson tagit som paddlare på höger sida på rad 1. Han behärskar dock båda sidorna och har bland annat ett EM-brons från drakbåts-EM 2015 i 2000 meter 20manna mixed på vänster sida. Han har även två VM-medaljer som styrman i damklassen.
Carlsson är en av de få svenskar som varit regerande mästare i drakbåt på SM, EM och VM samtidigt, tillsammans med Rasmus Gramer, Sebastian Ekfält och Carl Wassén.
Carlsson har även tävlat i OC-6,  vilket är en typ av outrigger för sex personer. Den 28 september 2014 tävlade han i Saint-Valery-sur-Somme, där han var med i den svenska besättning som tog silver i herrklassen. 

### Meriter
IDBF-VM
- Welland 2015
  - Brons 20manna mix 200m (U24) [8]
  - Brons 20manna mix 2000m (U24) [8]
- Szeged 2013
  - Guld 10manna herr 200m (U24) [9]
  - Silver 20manna mix 1000m (U24) [9]
  - Brons 20manna mix 500m (U24) [9]

ICF-VM
- Poznan 2014
  - Silver 10manna dam 500m - styrman [10]
  - Brons 20manna mix 500m [10]
- Milano 2012
  - Brons 10manna dam 200m - styrman

EDBF-EM
- Brandenburg 2018
  - Guld 10manna mix 200m [11]
  - Brons 10manna herr 200m [11]
  - Brons 10manna mix 500m [11]
  - Brons 10manna mix 2000m [11]

- Rom 2016
  - Guld 10manna herr 200m (U24) [12]
  - Guld 10manna herr 1500m (U24) [12]
  - Silver 10manna herr 500m (U24) [12]

ECA-EM
- Auronzo di Cadore 2015
  - Guld 20manna mix 200m [13]
  - Brons 20manna mix 500m [14]
  - Brons 20manna mix 2000m [6]
  - Brons 10manna mix 200m [15]
  - Brons 10manna herr 200m [16]
  - Brons 10manna herr 2000m [17]

EDBF-EM klubblag
- Divonne-Les-Bains 2017
  - Guld 10manna mix 500m [18]
  - Silver 10manna mix 200m [18]

SM
- Jönköping 2024
  - Guld 10manna herr 500m
  - Guld 10manna herr 2000m
  - Guld 10manna mix 2000m
  - Guld 10manna dam 2000m
  - Silver 10manna dam 200m
  - Brons 10manna herr 200m
  - Brons 10manna dam 500m
- Nyköping 2021[19]
  - Guld 10manna herr 200m
  - Guld 10manna herr 500m
  - Guld 10manna herr 2000m
  - Guld 10manna mix 200m
  - Guld 10manna mix 500m
  - Guld 10manna mix 2000m
- Nyköping 2019
  - Guld 10manna herr 200m
  - Guld 10manna herr 500m
  - Guld 10manna mix 200m
  - Guld 10manna mix 500m
- Nyköping 2018
  - Guld 10manna mix 200m[20]
  - Guld 10manna mix 500m[20]
- Jönköping 2017
  - Guld 10manna mix 200m
  - Guld 10manna mix 500m
- Hofors 2016
  - Silver 10manna mix 200m
  - Brons 10manna mix 500m
- Nyköping 2015
  - Guld 10manna mix 200m
  - Silver 10manna mix 500m
- Jönköping 2014
  - Guld 10manna mix 200m
  - Guld 10manna mix 500m

## Bildgalleri

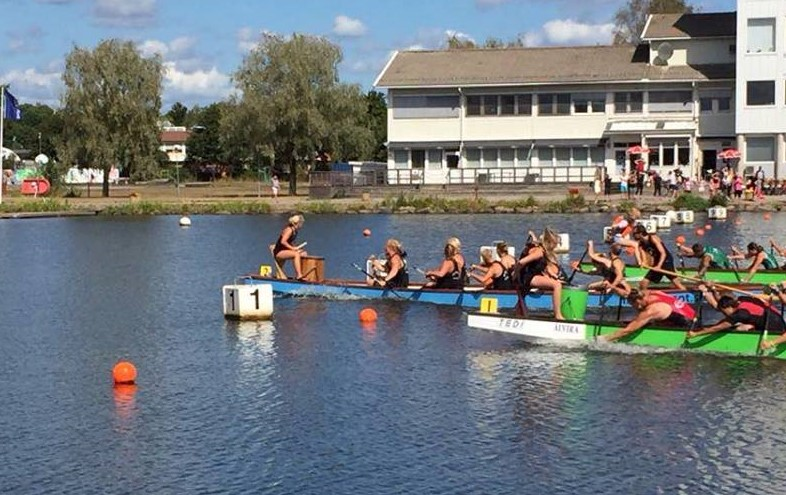
SM-guld i Nyköping, SM-guld, 200m 2018.
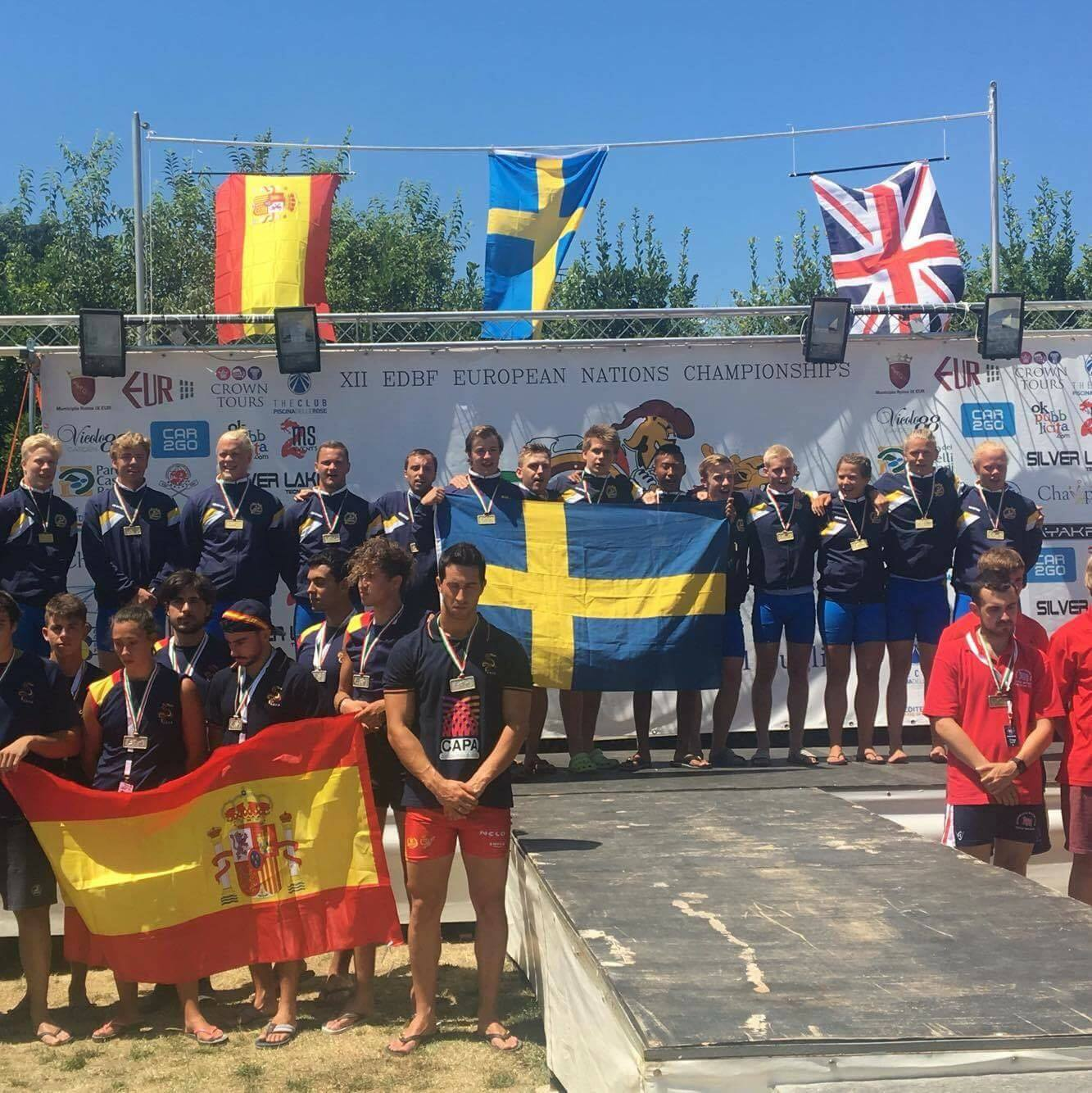
Medaljceremoni, EM-guld i U24, 200m 2016
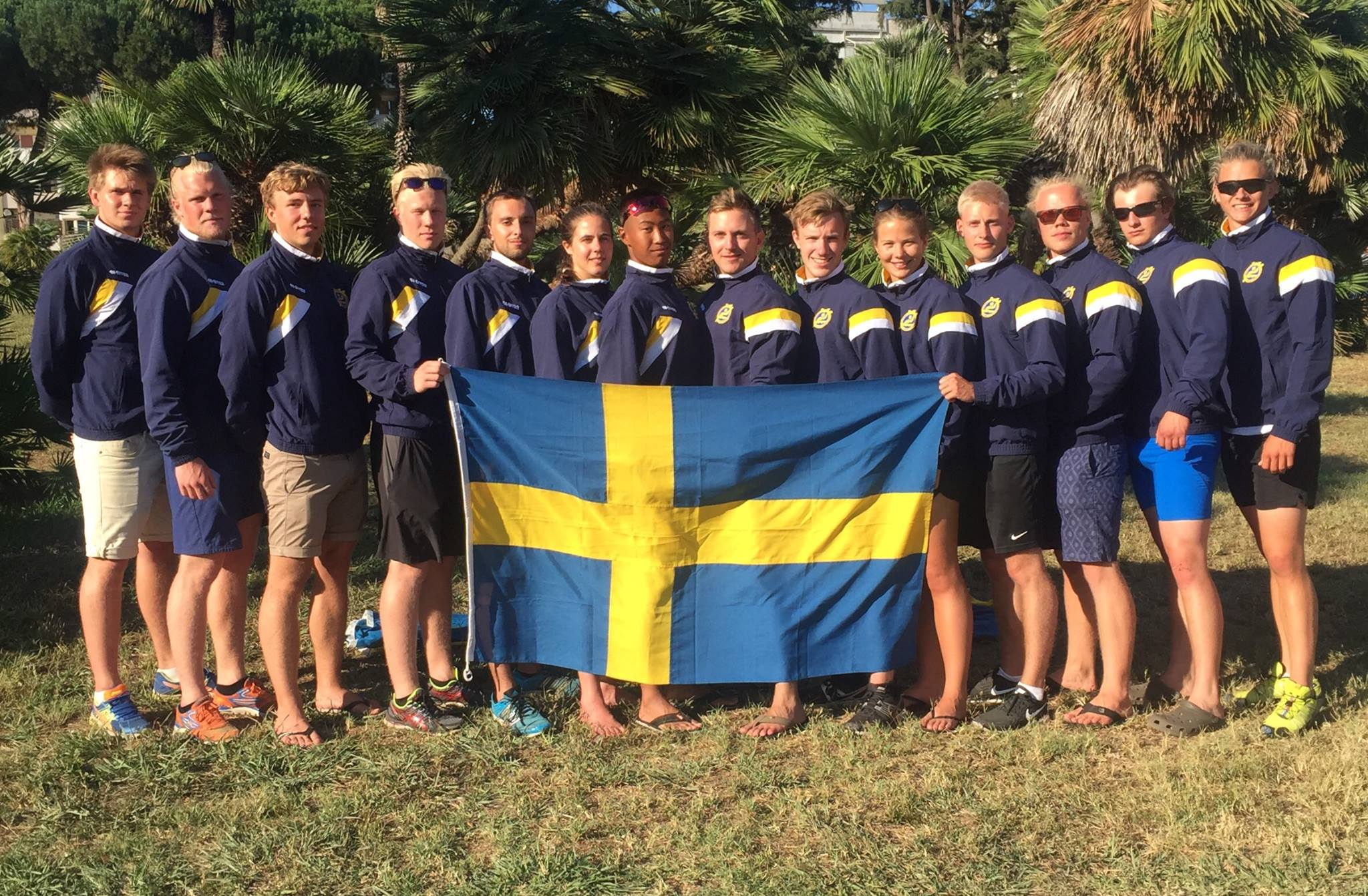
Lagfoto, EM-guld i U24, 1500m 2016
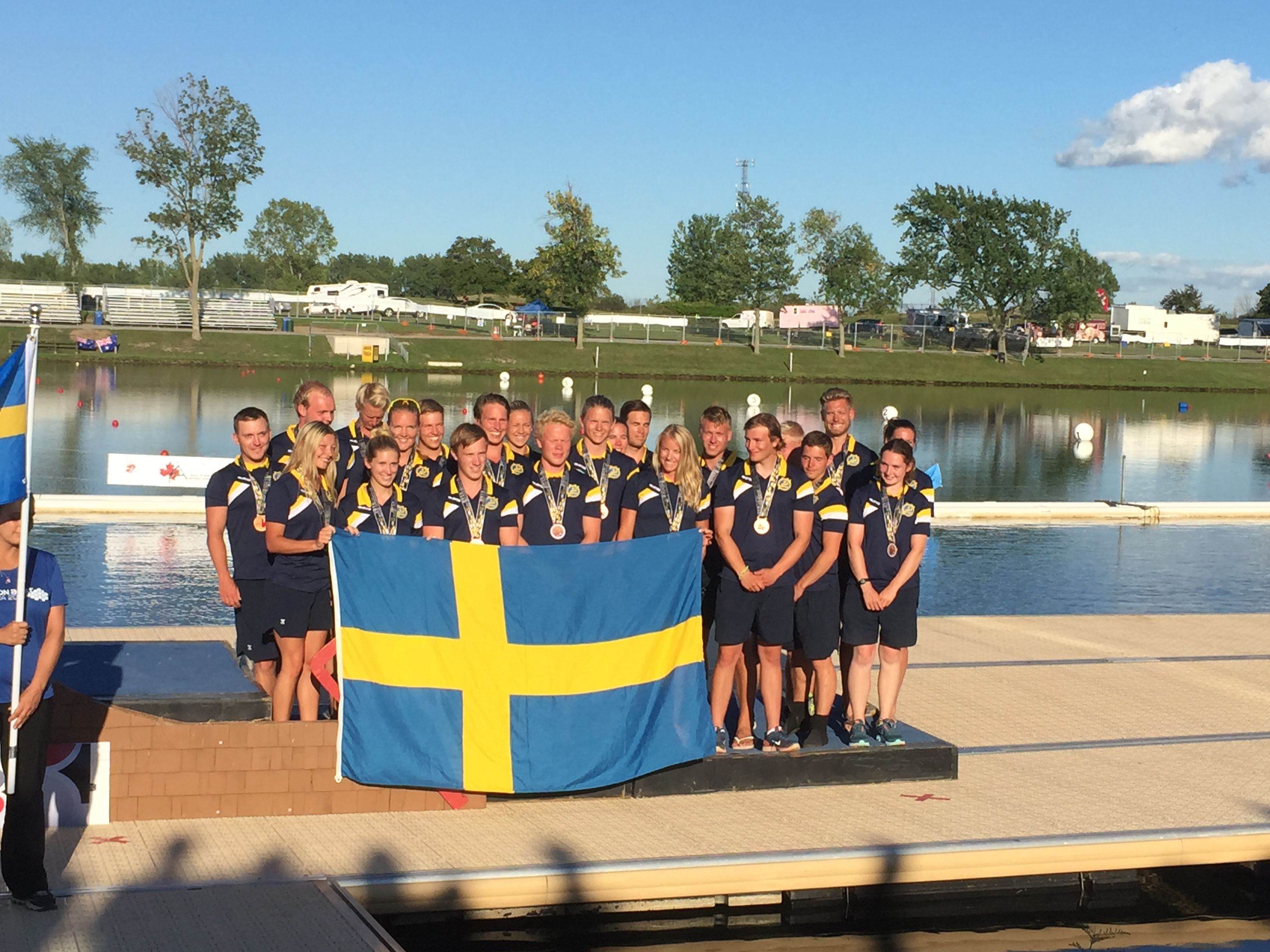
Medaljceremoni, VM-brons i U24, 200m 2015
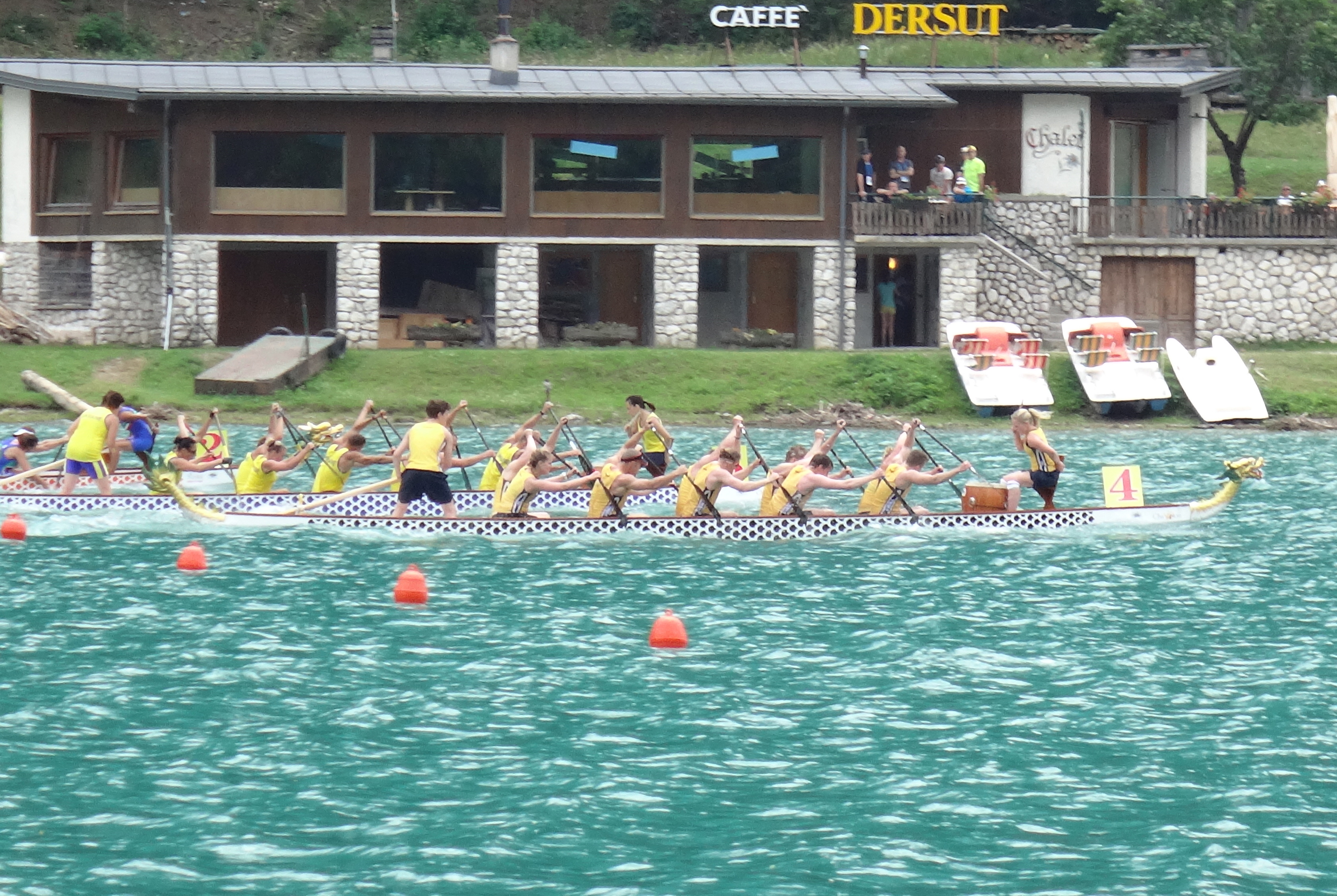
Försöksheat, EM 2015
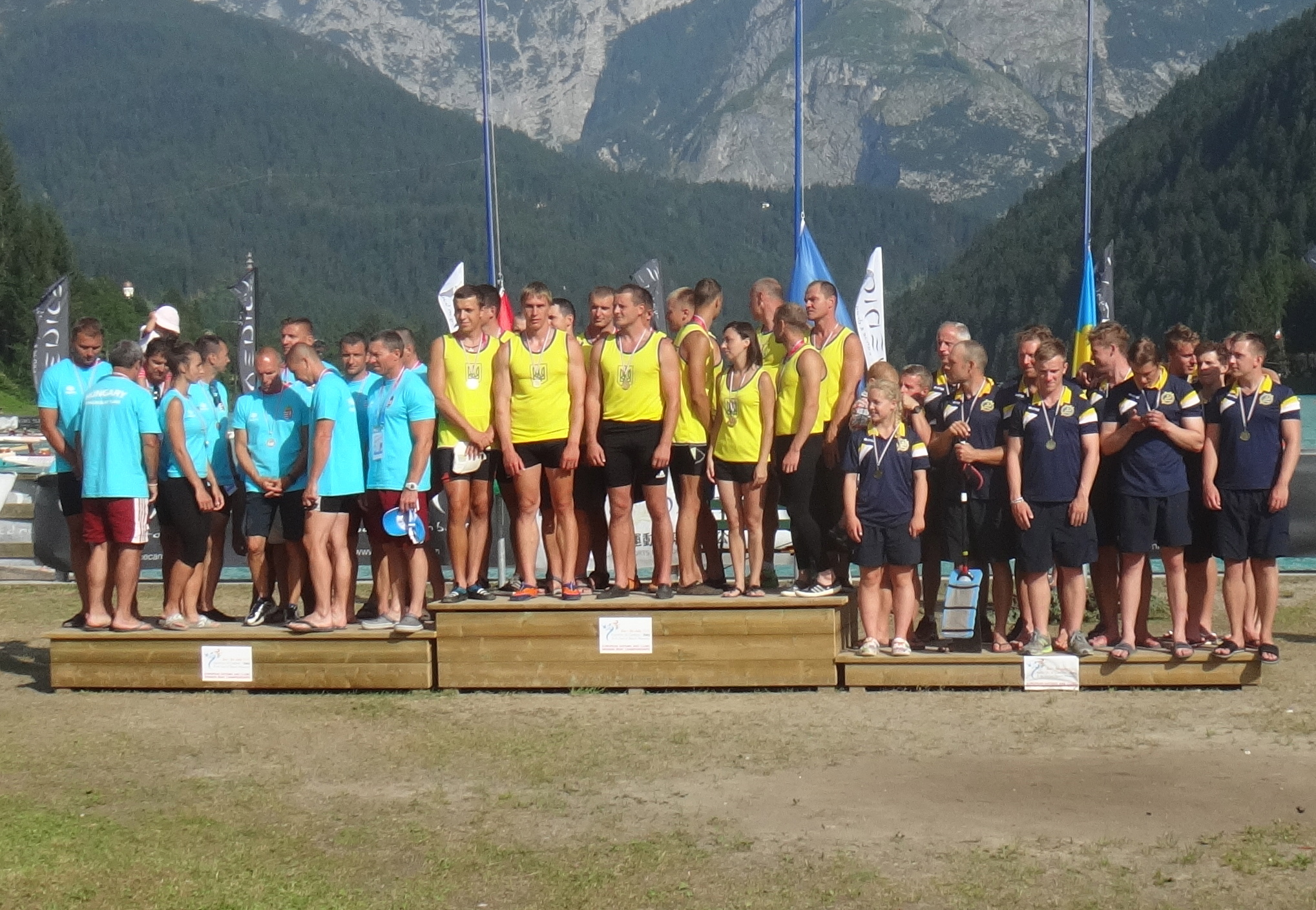
Medaljceremoni, EM-brons i senior, 200m 2015
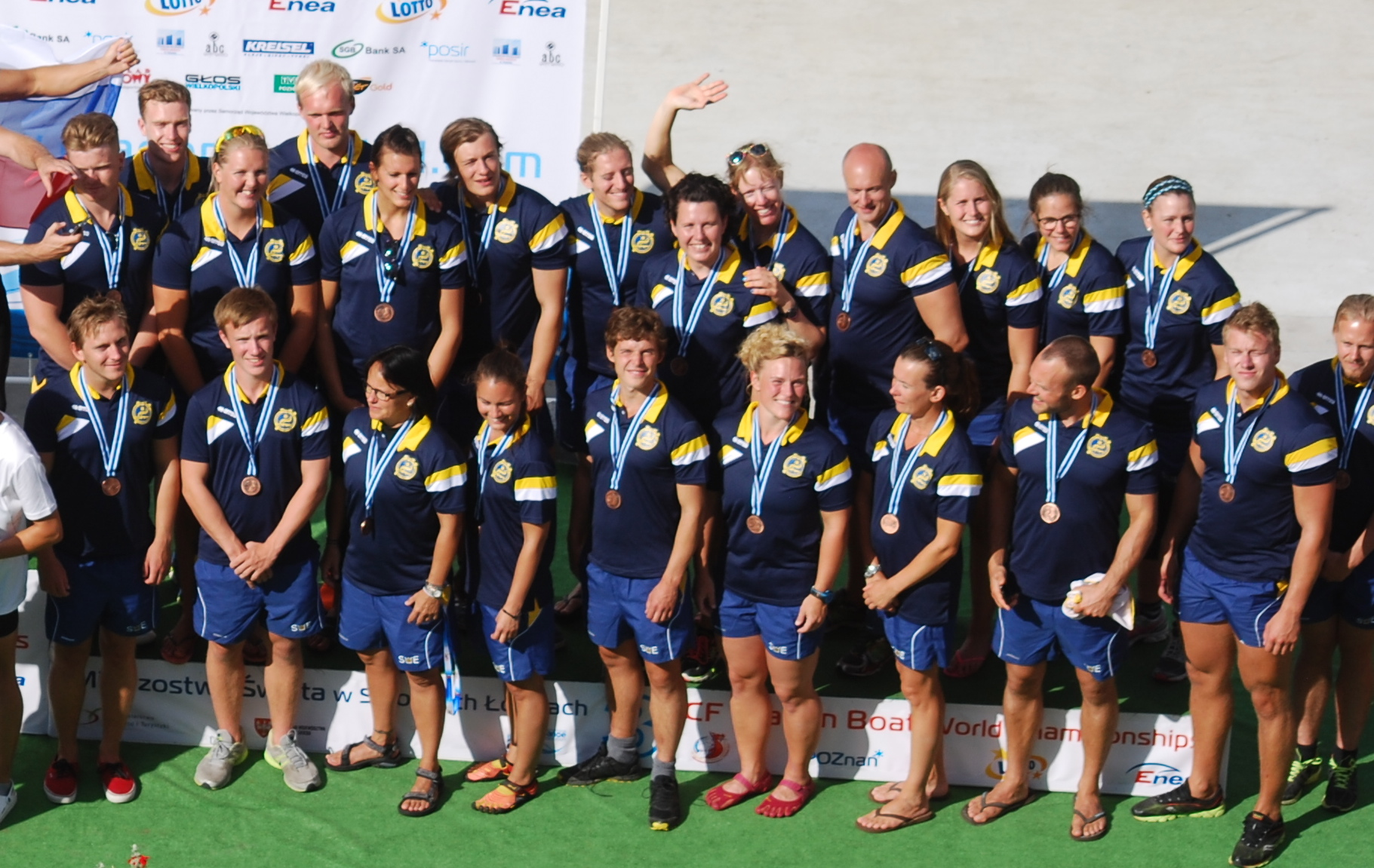
Medaljceremoni, VM-brons i senior, 500m 2014
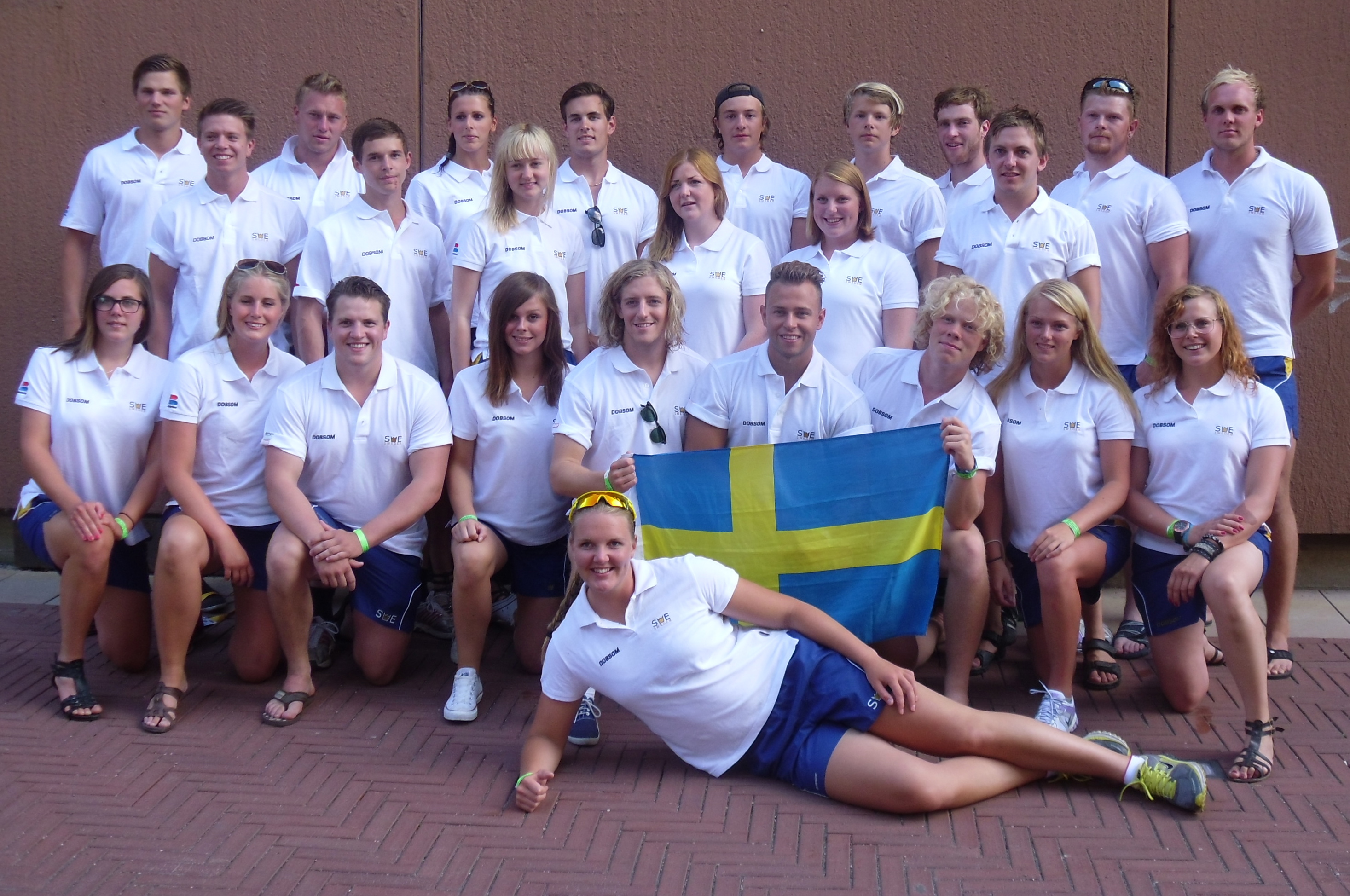
Lagfoto, VM-brons i U24, 500m 2013
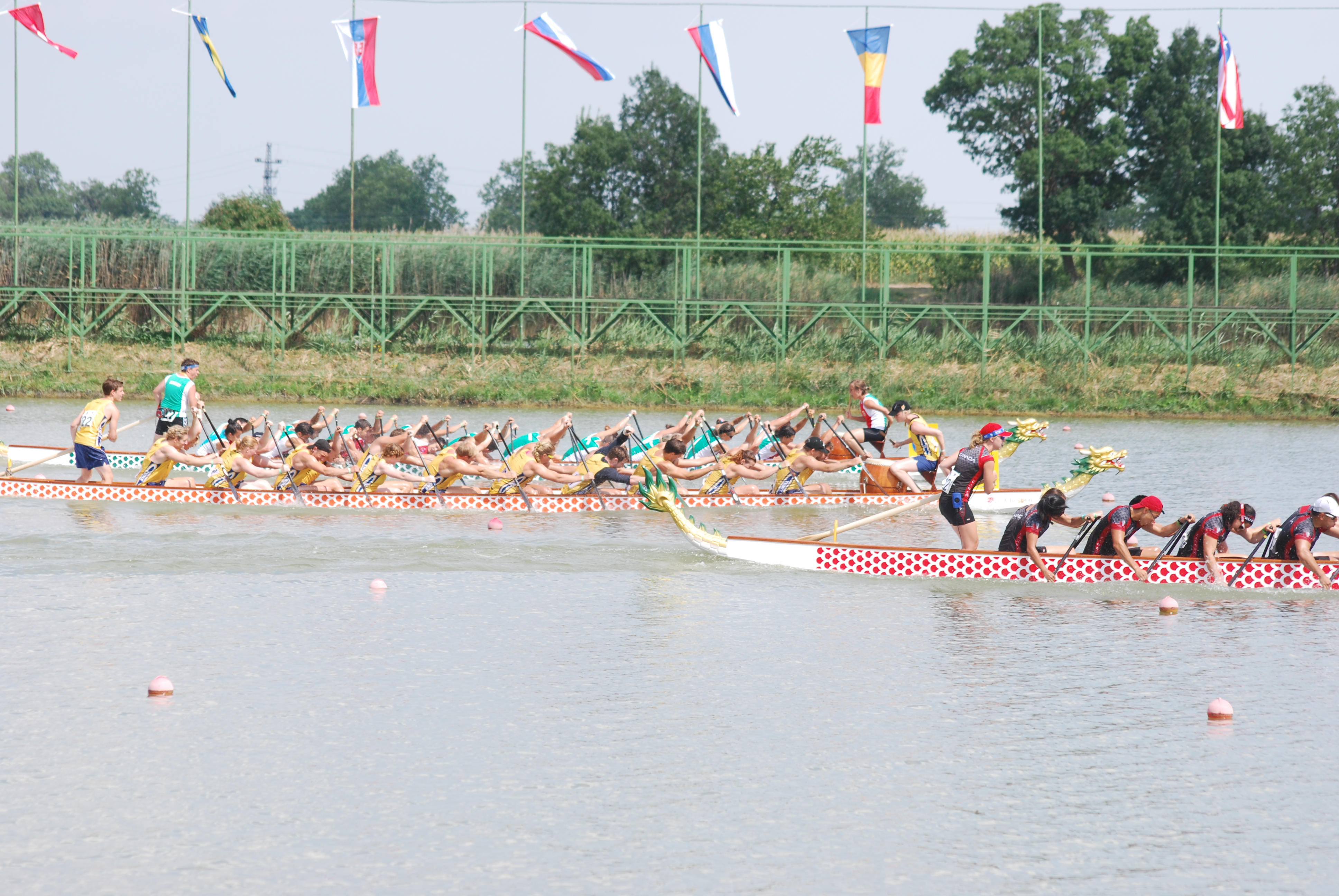
VM-final, VM-silver i U24, 1000m 2013
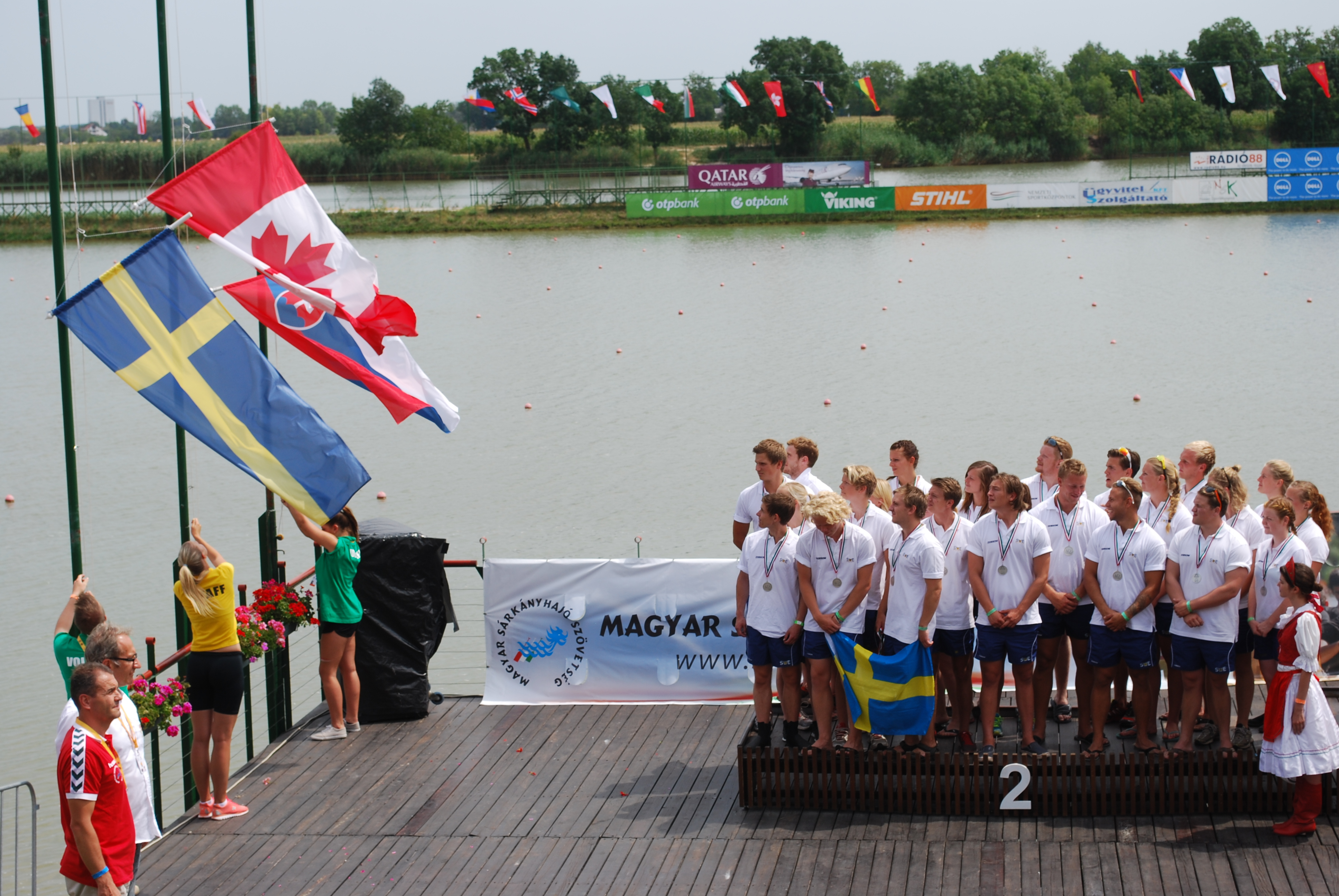
Medaljceremoni, VM-silver i U24, 1000m 2013
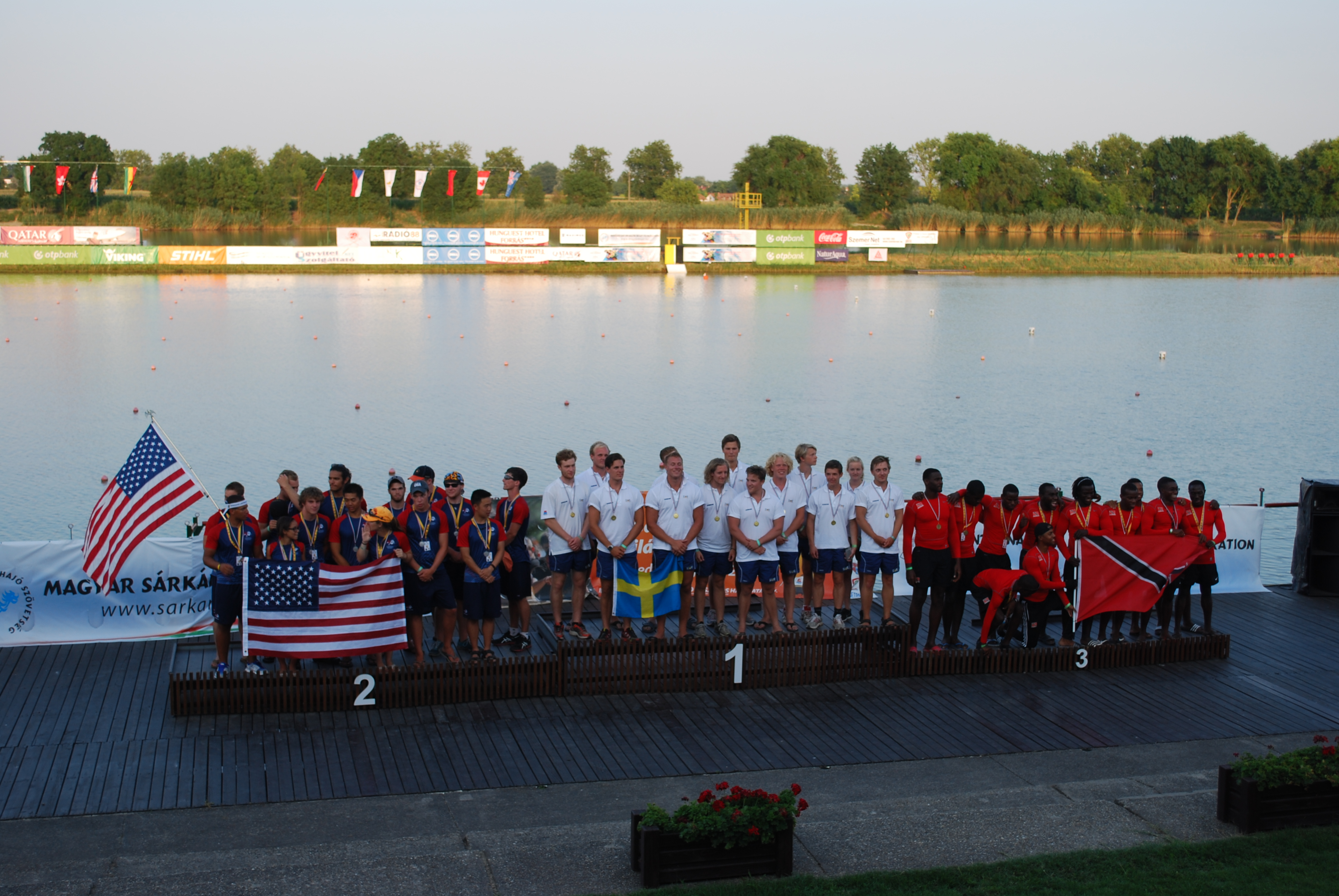
Medaljceremoni, VM-guld i U24, 200m 2013
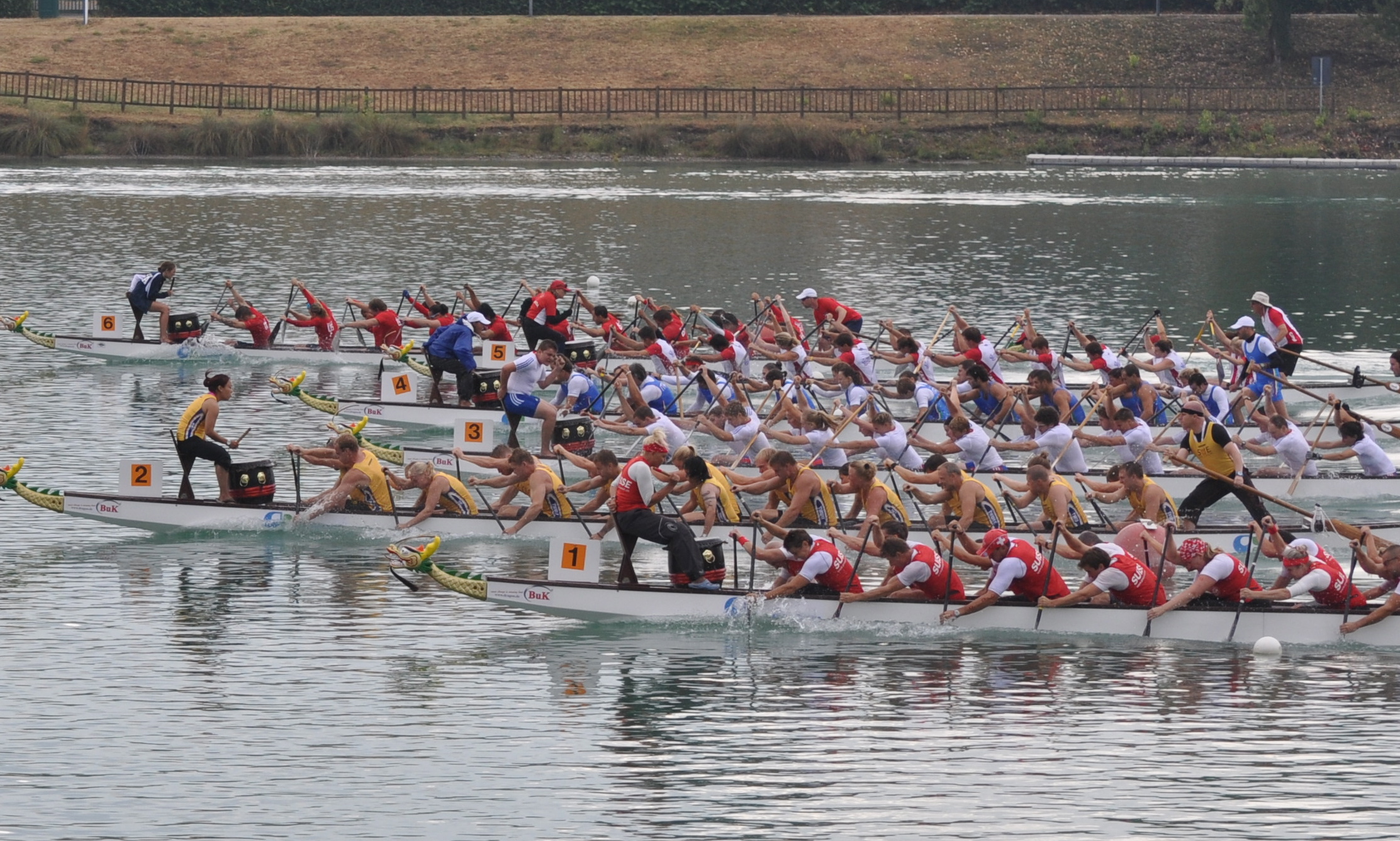
Landslagsdebut, 500m i senior, VM 2012